# Interstate 84 (east)
Interstate 84 (east) (ej att förväxla med I-84 (W)) är en väg, Interstate Highway, i USA. Den är 372 km lång.

## Delstater vägen går igenom
- Pennsylvania
- New York
- Connecticut
- Massachusetts